# Relaciones Chile-Tuvalu
Las relaciones Chile-Tuvalu son las relaciones internacionales entre la República de Chile y Tuvalu.

## Historia

### SigloXX
Las relaciones diplomáticas entre Chile y Tuvalu fueron establecidas el 30 de julio de 1980.

## Relaciones comerciales
En 2022, el intercambio comercial entre ambos países era muy marginal, constando únicamente de exportaciones de Tuvalu a Chile de monedas sin curso legal.

## Misiones diplomáticas
- Chile no cuenta con representaciones diplomáticas ni consulares en Funafuti.[3]
- Tuvalu no cuenta con representaciones diplomáticas ni consulares en Santiago de Chile.[3]